# Barrie Lee Hall junior
Barrie Lee Hall junior (* 30. Juni 1949 in Mansfield, Louisiana; † 25. Januar 2011 in Houston, Texas) war ein US-amerikanischer Jazztrompeter, Arrangeur und Orchesterleiter, der durch seine Mitwirkung im späten Duke Ellington Orchestra bekannt wurde.

## Leben und Wirken
Barrie Lee Hall besuchte die Highschool in Houston und Mansfield, wo er in Schulbands spielte;
anschließend studierte er an der Texas Southern University in Houston Trompete und Piano. Auf einem Festival begegnete er 1973 Duke Ellington, der ihn in sein Orchester holte. Nach dem Tod Ellingtons war er Solist in der Ghost Band unter der Leitung Mercer Ellingtons und wirkte an einer Reihe von Alben mit, so an dem mit einem Grammy ausgezeichneten Digital Duke. Hall war Co-Produzent des Albums Music Is My Mistress (1989).
Nach Mercer Ellingtons Tod 1996 leitete er für ein Jahr das Duke Ellington Orchestra. Danach war er noch gelegentlich stellvertretend für Paul Mercer Ellington in dieser Rolle tätig. Ansonsten war er musikalischer Leiter der Liberty Baptist Church in Houston. Durch seine Nähe zu zeitgenössischer und traditioneller Gospelmusik wirkte er auch bei der Aufführung von Ellingtons Sacred Concert mit; 2001 leitete er diese Aufführung zusammen mit dem Duke Ellington Orchestra und einem 200-köpfigen Chor. Daneben arbeitete Hall als Bigband-Leader in der Schweiz, orchestrierte und arrangierte für verschiedene Broadway-Aufführungen wie Sophisticated Ladies, die Ellington-Oper Queenie Pie und die Fernsehproduktion The Duke Ellington Special, bei der er ein Trompete/Gesang-Duett in Creole Love Call mit der Opernsängerin Kathleen Battle hatte. Er arrangierte außerdem eine sinfonische Version dieses Ellington-Klassikers, arbeitete als Arrangeur und Gastsolist mit Gregory Hines, Phyllis Hyman, Melba Moore, der Dänischen Radio-Bigband, sowie mit John Dankworth, Alice Babs (Far Away Star, 1976), dem UMO Jazz Orchestra und dem Finnischen Radio-Orchester.

## Diskographische Hinweise
Aufnahmen unter eigenem Namen 
- Duke Ellington Small Band (2006)

Aufnahmen als Solist und Arrangeur 
- Duke Ellington: Duke Ellington’s Third Sacred Concert, In Sweden 1973
- Mercer Ellington: Continuum, Take The Holiday Train, Hot And Bothered, Digital Duke

## Einzelnachweis
1. ↑  Todesnachricht bei Jazzinstitut Darmstadt (Memento vom 7. Februar 2012 im Internet Archive)

| Personendaten    | Personendaten                               |
| ---------------- | ------------------------------------------- |
| NAME             | Hall, Barrie Lee junior                     |
| KURZBESCHREIBUNG | US-amerikanischer Jazzmusiker und Arrangeur |
| GEBURTSDATUM     | 30. Juni 1949                               |
| GEBURTSORT       | Mansfield, Louisiana                        |
| STERBEDATUM      | 25. Januar 2011                             |
| STERBEORT        | Houston                                     |